# Paula Zundel

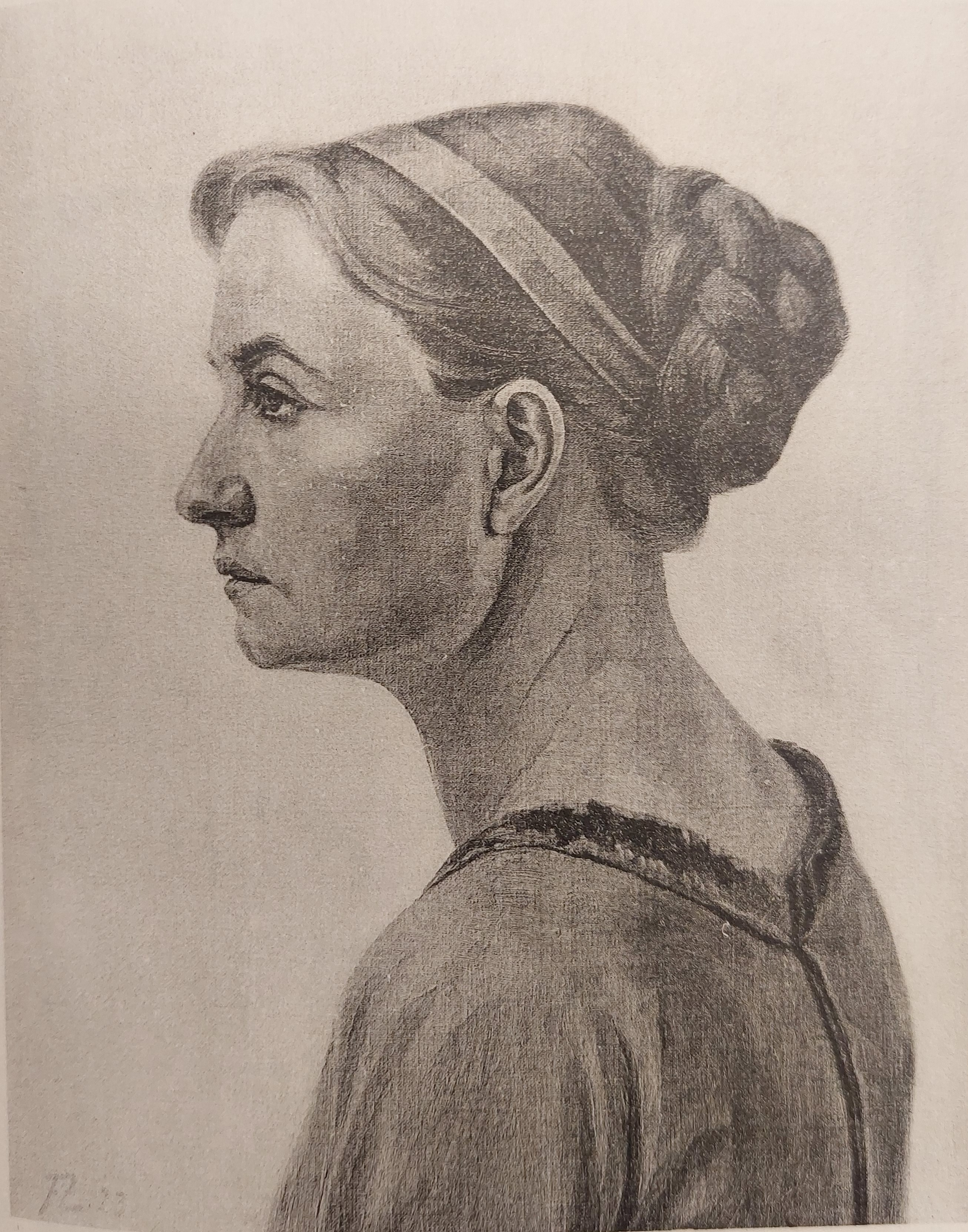
Georg Friedrich Zundel: Paula Bosch (1923)

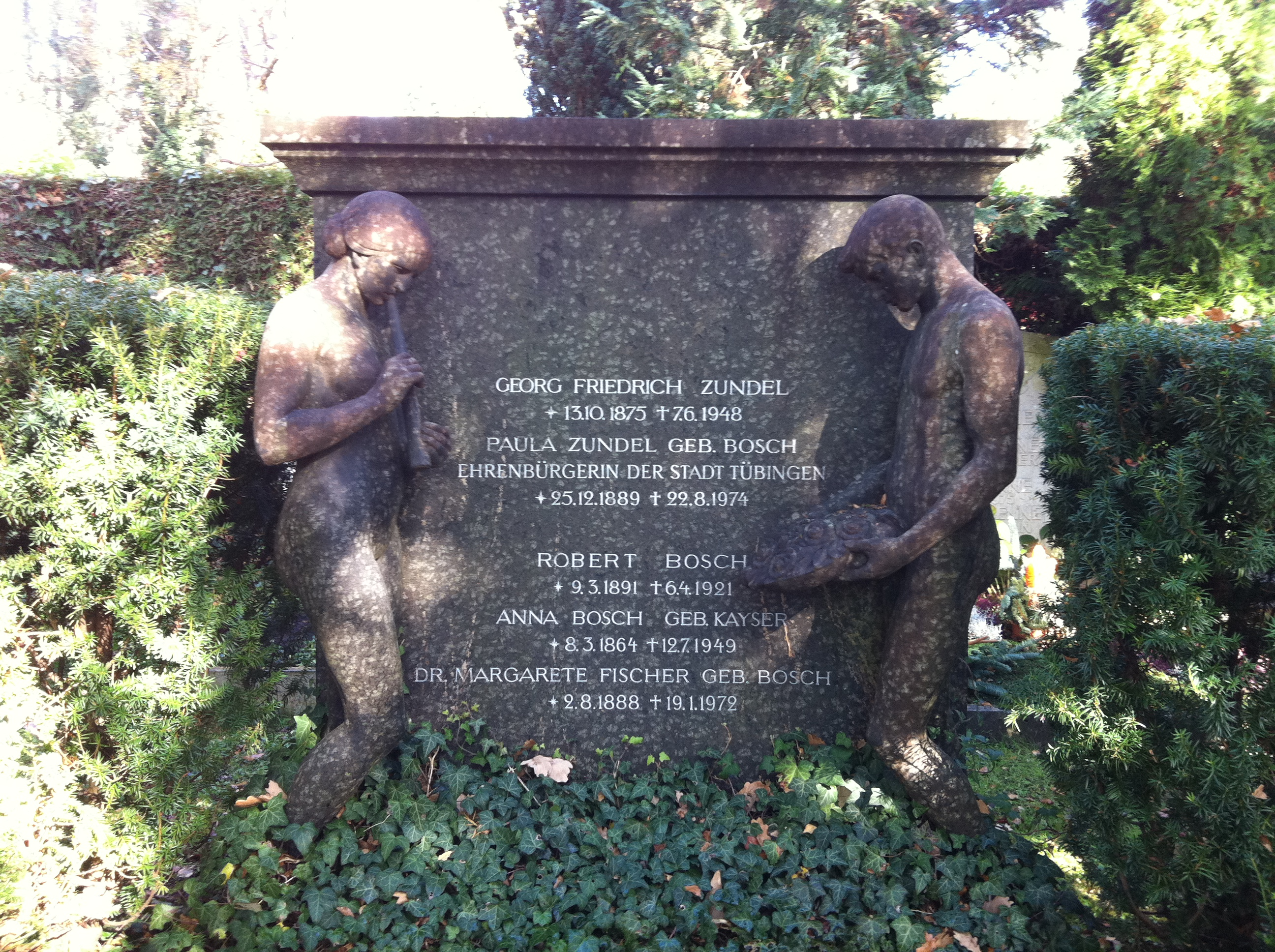
Grab von Paula und Friedrich Zundel auf dem Tübinger Stadtfriedhof

Paula Zundel (geboren als Anna Paula Bosch; * 25. Dezember 1889 in Stuttgart; † 22. August 1974 in Tübingen) war eine Tochter des Ingenieurs Robert Bosch und seiner ersten Ehefrau Anna Bosch geborene Kayser (1864–1949). Sie war mit dem Maler Friedrich Zundel verheiratet. Aus einer gemeinsamen Stiftung mit ihrer Schwester Margarete entstand die Kunsthalle Tübingen. 

## Leben und Wirken
Paula Bosch und der vierzehn Jahre ältere Maler Friedrich Zundel heirateten 1927, nachdem dieser von Clara Zetkin geschieden worden war. Zundel hatte Paula Bosch, die Tochter seines Nachbarn Robert Bosch, schon gemalt, als sie noch ein Kind war. Das Ehepaar zog sich auf einen von Zundel 1921 entworfenen Gutshof Lustnauer „Berghof“ bei Tübingen zurück, den Robert Bosch für seine Töchter hatte bauen lassen. 
Zu Beginn der 1960er Jahre überlegten Paula Zundel und ihre Schwester Margarete Fischer-Bosch, wie sie für das Lebenswerk des 1948 verstorbenen Friedrich Zundel eine dauernde Bleibe schaffen könnten. Sie beschlossen, in Tübingen eine Kunsthalle bauen zu lassen und stifteten die Kunsthalle Tübingen. Am 11. November 1971 eröffnete Götz Adriani die Kunsthalle mit einer Baumeister-Ausstellung. Damit sollte ausgedrückt werden, dass das Haus vor allem auch der modernen Kunst gewidmet ist.
Aus der Ehe mit Friedrich Zundel stammte ihr 1931 geborener Sohn Georg Zundel, der seinerzeit den 30-jährigen Götz Adriani gegen die Meinung des örtlichen Kunstvereins als Leiter der von seiner Mutter Paula gestifteten Tübinger Kunsthalle durchsetzte.

## Ehrungen
- Für ihre Verdienste um die Stadt Tübingen wurde Paula Zundel am 20. September 1961, wie zuvor auch ihre Mutter Anna Bosch, zur Ehrenbürgerin der Stadt Tübingen ernannt.[5]
- In Lustnau wurde ein Kinderhaus nach ihr benannt.[6]

## Veröffentlichung
- Gedächtnisausstellung Georg Friedrich Zundel. Katalog zur Ausstellung auf dem Berghof in Lustnau. Laupp, Tübingen 1948